# Caloptilia laurifoliae
Caloptilia laurifoliae är en fjärilsart som först beskrevs av M. Hering 1927.  Caloptilia laurifoliae ingår i släktet Caloptilia och familjen styltmalar.
Artens utbredningsområde är:
- Portugal.
- Spanien.
- Kroatien.

Inga underarter finns listade i Catalogue of Life.